# Коронавірусна хвороба 2019 на Тайвані
Спалах коронавірусної хвороби 2019 у Тайвані — це поширення пандемії коронавірусної хвороби 2019 на територію Тайваня.
Тайвань протягом 2020 року продемонстрував один найуспішніших випадків подолання епідемії шляхом короткочасного карантину та відслідковування хворих.
Значну роль у боротьбі з епідемією відіграв віцепрезидент Тайваню, міністр охорони здоров'я часів спалаху атипічної пневмонії 2003-2004 років лікар-епідеміолог Чень Цзяньжень. При цьому Тайвань не є членом ВООЗ через протидію Китайської народної республіки.
З січня до листопада 2020 року в країні з 23-мільйонним населенням захворіли менше 600 осіб.
Проте з початку травня 2021 року на Тайвані почався спалах захворювання. Його пояснюють низьким рівнем вакцинації та більшою здатністю до передачі нових штамів. У середині липня було майже 15 тисяч хворих, з яких понад 750 померли.

## Поширення епідемії
Перший випадок захворювання був виявлений у чоловіка, який потрапив до країни з Уханя 26 січня 2020 року.
На 31 серпня 2020 року в країні було зафіксовано 488 випадків, з них 7 завершилися смертю пацієнтів. Випадки було зареєстровано в 20 з 22 провінцій Тайваню.
Весняний спалах 2022 року зосереджений на півночі Тайваню, особливо у столиці Тайбеї, але випадки захворювання Омікрон-варіантом були зареєстровані всюди, включаючи віддалені острови.
Реакція Тайваню різко контрастує із сусіднім Китаєм, чий комерційний центр Шанхай пережив чотири тижні жорстких обмежень.

## Протиепідемічні заходи
31 грудня Тайвань обмежив авіасполучення з материковим Китаєм, а всі пасажири з Уханю мали проходити скринінг на захворювання в аеропорті. У кінці січня такий скринінг було введено для всіх пасажирів з країн, де поширилася хвороба, на початку лютого - для всіх пасажирів, що в'їжджають до Тайваню. У середині березня в'їзд для іноземців у Тайвань було обмежено. У лютому також було продовжено на 2 тижні канікули студентам університетів і школярам. У березні були заборонені масові зібрання в приміщеннях більше ніж 100 осіб та на вулиці більше як 500 осіб.
Відмінною рисою тайванських заходів була дія урядового наказу 2007 року, що дозволяв збирати інформацію про переміщення інфікованих осіб. Завдяки йому лікарі в лікарнях могли мати всю інформацію про кожного пацієнта та його чи її контакти в режимі реального часу. Іншою рисою було повсюдне масове носіння медичних масок з лютого.
Станом на жовтень 2020 року заборони на в'їзд до Тайваню було знято, але всі, хто подорожує до цієї країни, мають пройти 14-денний карантин при в'їзді.
У червні 2021 року опубліковані попередні результати I фази клінічних досліджень вакцини проти COVID-19, розробленої на Тайвані, які вказували на стійку імунну відповідь, спричинену вакциною.

## Членство у ВООЗ
Попри успіхи в боротьбі з епідемією Тайвань не приймають до Всесвітньої організації охорони здоров'я через протидію Китайської Народної Республіки. Представники країни навіть не можуть узяти участь у засіданнях організації.